# Seton Hill University
La Seton Hill University è un'università privata di indirizzo cattolico con sede a Greensburg, nello stato americano della Pennsylvania.
Le origini dell'università si ricollegano con quelle della Seton Hill Schools, aperta nel 1885 dalle Suore della carità e intitolata alla loro fondatrice, Elizabeth Ann Bayley Seton. L'istituto fu elevato a junior college nel 1914 e a college nel 1918, con l'approvazione dello stato della Pennsylvania.
In origine il college era aperto solo a studentesse e nel 1946 iniziò ad ammettere i primi studenti maschi (veterani della seconda guerra mondiale).
Seton Hill fu elevata al rango di University nel 2002.